# Smilniansky vrch
Smilniansky vrch (polsky Smilniański Wierch, 749 m n. m.) je zalesněný kopec v Ondavské vrchovině na Slovensku. Jedná se o dvouvrcholový masív vypínající se nad obcí Smilno asi 5 km jižně od hraničního hřebene. Na západě je vymezen údolím potoka Kamenec, na východě údolím říčky Ondavy. Na severu jej s hraničním hřebenem spojuje nízký hřbítek kulminující vrcholem Pleskanka (576 m). Východní vyšší vrchol (749 m) je s nižším západním vrcholem (748 m) spojen mělkým sedlem (712 m). Celý masív je bez značených turistických tras. Smilniansky vrch je nejvyšším bodem Ondavské vrchoviny.